# John Chase

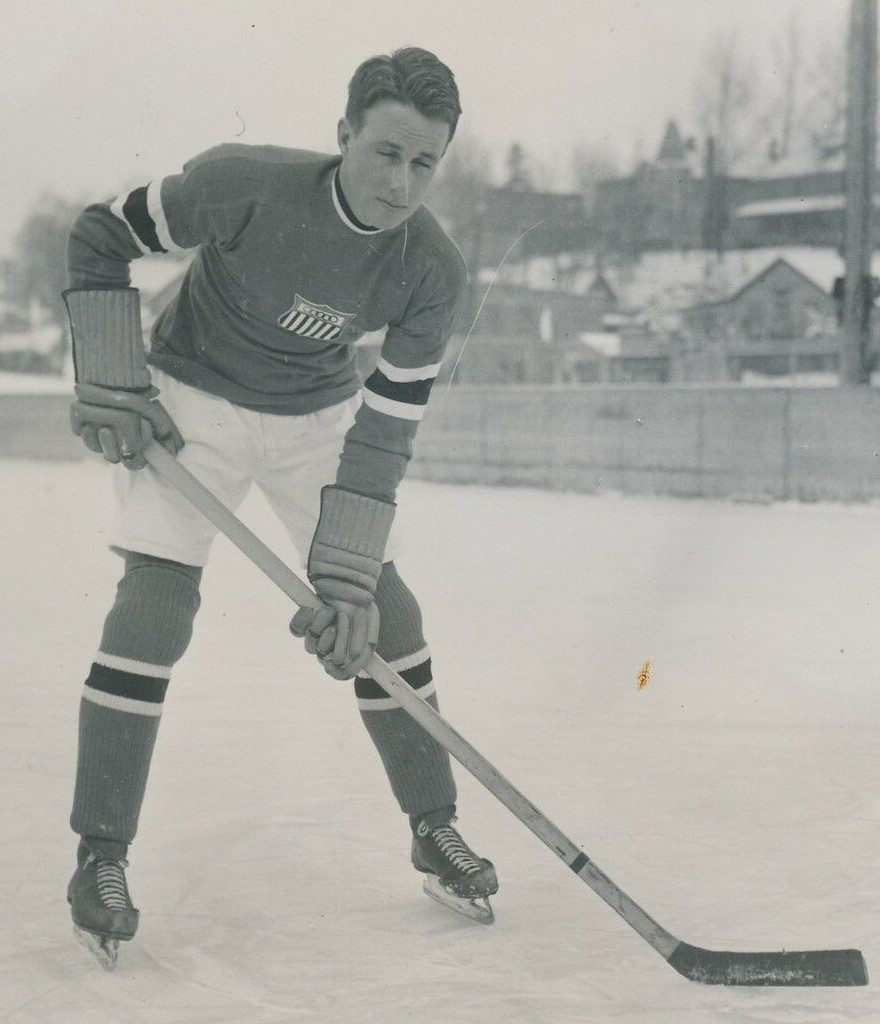
John Chase (1932)

John Pierce Chase (* 12. Juni 1906 in Milton, Massachusetts; † 1. April 1994 in Salem, Massachusetts) war ein US-amerikanischer Eishockeyspieler und -trainer.

## Karriere
John Chase begann seine Karriere als Eishockeyspieler an der Harvard University. In seinem letzten Universitätsjahr war er Mannschaftskapitän der Harvard Crimson. Nach seinem Abschluss spielte er im Amateurbereich für Boston AA, den Boston University Club sowie den Burn Hockey Club. Von 1941 bis 1951 war er Trainer der Eishockeymannschaft der Harvard University. Im Jahr 1973 wurde er in die United States Hockey Hall of Fame aufgenommen.

### International
Für die USA nahm Chase an den Olympischen Winterspielen 1932 in Lake Placid teil, bei denen er mit seiner Mannschaft die Silbermedaille gewann. Er selbst war Kapitän seiner Mannschaft und erzielte in sechs Spielen vier Tore.

## Erfolge und Auszeichnungen
- 1932 Silbermedaille bei den Olympischen Winterspielen
- 1973 Aufnahme in die United States Hockey Hall of Fame